# 내현
내현(본명: 유내현, 1996년 2월 7일 ~ )은 대한민국의 리그 오브 레전드 프로게이머로 아이디는 Naehyun이다. 포지션은 미드라이너이며 현재 리그 오브 레전드 재팬 리그 크레스트 게이밍 액트 소속이다.

## 선수 생활
2014년 6월부터 8월까지는 묵 시크릿 소속으로 활동했다.
2015년에는 온리라는 팀에서 활동했다.
2016년 5월, 중국 2부리그의 팀 쿵푸에 입단했다.
2017 시즌을 앞두고 오리진에 입단했다. 입단 이후에는 부진한 모습을 보여주었으며 팀은 강등당했다.
2017년 5월, 터키의 유스크루 e스포츠에 입단했다.
2018시즌을 앞두고 베식타시 e스포츠에 입단했다.
2018년 7월, 리그 오브 레전드 챌린저스 코리아의 ES 샤크스에 입단했다. 입단 후 팀의 에이스로 활동하면서 팀의 챌린저스 포스트 시즌 진출에 기여했다.
2019 시즌을 앞두고 킹존 드래곤 X로 이적했다. 2019년 1월 20일에 치러진 샌드박스 게이밍과의 경기에서 킹존 입단 이후 첫 경기를 치렀다. 2019 서머 시즌에는 폰 선수가 휴식에 들어감에 따라 팀의 주전 미드라이너로 활동하게 되었다. 리프트 라이벌즈 2019에 참여하며 LCK의 우승에 기여했다. 2019 롤드컵 선발전에서는 다른 미드라이너와 대등한 모습을 보여주면서 좋은 모습을 보여주었다.
2020 시즌을 앞두고 그리핀에 입단했다. 그리핀에서는 유칼에 밀려 서브 선수로 활동했다. 스프링 시즌 출전을 기록하지 못했으며 팀은 승강전을 통해 강등되었다. 2020 서머 시즌을 앞두고 팀에 잔류했다. 이후 팀의 주전 미드라이너로 활동하였다.
2021년 1월, LJL의 크레스트 게이밍 액트에 입단했다. 2021 스프링 시즌 팀의 포스트 시즌 진출에 기여했다.

## 소속팀
| #  | 팀명                 | 소속 기간             | 소속 리그 | 비고 |
| -- | -------------------- | --------------------- | --------- | ---- |
| 1  | 묵 시크릿            | 2014.06~2014.08       | 아마추어  |      |
| 2  | 온리                 | 2015.03~2015.04       | 아마추어  |      |
| 3  | 팀 쿵푸              | 2016.05.23~2016.08    | LSPL      |      |
| 4  | 오리진               | 2017.01.02~2017.04.27 | LEC       |      |
| 5  | 유스크루 e스포츠     | 2017.05.19~2018.01.02 | TCL       |      |
| 6  | 베식타시 e스포츠     | 2018.01.14~2018.04.06 | TCL       |      |
| 7  | ES 샤크스            | 2018.07.23~2019.01.07 | CK        |      |
| 8  | 킹존 드래곤 X        | 2019.01.07~2019.11.17 | LCK       |      |
| 9  | 그리핀               | 2019.12.05~2020.11.17 | LCK CK    |      |
| 10 | 크레스트 게이밍 액트 | 2020.12.28~           | LJL       |      |

## 수상 내역
- 리프트 라이벌즈 2017 우승
- 리프트 라이벌즈 2019 우승